# Werner Ziegler (économiste)
Pour les articles homonymes, voir Werner Ziegler et Ziegler.
Werner Ziegler (né le 31 janvier 1950 à Eschenbach en Bavière) est un économiste allemand et recteur de l'université de Nürtingen-Geislingen (HfWU).

## Biographie
Après des études à Bamberg et d'enseignement en tant que gestionnaire industrielle dans une société de services publics, il commence l'étude de l'administration des affaires à l'université des sciences appliquées de Würzburg-Schweinfurt, qu'il poursuit à l'Université de Wurtzbourg pour obtenir le degré de Diplom-Kaufmann (1977). 
En tant qu'assistant à l'Institut d'administration de crédit à l'Université de Hohenheim auprès de Johann Heinrich von Stein, il obtient un doctorat en économie : détection précoce des défaillances à l'Université de Hohenheim (1984).

Dans le même temps, il est expert dans la division des affaires criminelles de la Cour du district de Stuttgart et professeur à l'Université de Stuttgart en éducation coopérative.
De 1984 à 1989, il travaille dans une banque de Göppingen, plus récemment comme directeur senior du département « Conseil et marketing ».
- Depuis 1990 : Professeur de gestion à la Fachhochschule de Nürtingen,
- 1993-2001 : Doyen de la Faculté d'administration sur le site de Geislingen,
- 2001 à 2007 : Recteur de l'université de Nürtingen-Geislingen
- depuis le 1er septembre 2007 : Recteur de l'Université de Nürtingen-Geislingen

## Missions
- 1997 : Création du centre de transfert Steinbeis pour le marketing et la gestion d'entreprise, la gestion par Septembre 2007
- Intérêts de recherche : la gestion stratégique, le marketing (notamment pour les petites et moyennes entreprises), l'insolvabilité/faillite rapide
- Divers séminaires et conférences sur les thèmes de la gestion des affaires, de marketing et de défaillances d'entreprises, plusieurs sièges dans le Conseil d'administration, conseils de surveillance et de conseil

## Publications
- (de) Die Unternehmerbeurteilung als Instrument zur Früherkennung von Kreditrisiken Hohenheim 1984.
- (de) Grundriss des Immobilienmarketings Hamburg Hammonia 2006 -  (ISBN 3-87292-211-4)
- (de) 365 Erfolgsbausteine 2006 -  (ISBN 9783830109747)
- (de) Globale Geschäftsreisen 2008 -  (ISBN 9783833475917)

## Sources
- Université de Hohenheim Bund eV, Bulletin 2000
- Hochschulbund Nürtingen-Geislingen eV, communiqués de 2008

- (de) Cet article est partiellement ou en totalité issu de l’article de Wikipédia en allemand intitulé « Werner Ziegler (Wirtschaftswissenschaftler) » (voir la liste des auteurs).